# Undefeatable - Furia invincibile
Undefeatable - Furia invincibile (Undefeatable) è un film del 1994 diretto da Godfrey Ho (nome d'arte di Godfrey Hall).
Il film, di arti marziali con protagonista Cynthia Rothrock, è stato prodotto da Hong Kong, ma girato negli Stati Uniti. Una versione alternativa del film, intitolata Bloody Mary Killer, è stata distribuita per i mercati asiatici, ridoppiata in cinese.

## Trama
Kristi Jones, insieme alla sua banda, prende parte a combattimenti clandestini gestiti dalla mafia per guadagnare i soldi per l'istruzione universitaria di sua sorella. La sorella di Kristi spera di diventare medico e pagare per l'istruzione di Kristi che guadagna soldi partecipando a combattimenti clandestini.
Nel frattempo, "Stingray", un combattente clandestino, viene lasciato dalla moglie, Anna, e giura di ritrovarla. Stingray ha sofferto di problemi di abbandono fin dalla prima infanzia e questo nuovo trauma innesca una rottura psicotica dalla realtà. Comincia a rapire le donne che somigliano alla sua ex-moglie, le tortura, incatenandole e frustandole con una catena e le cava gli occhi prima che i loro corpi vengano ritrovati sulla scena del delitto. La sorella di Kristi è una delle vittime, così Kristi dà la caccia all'assassino Stingray con l'aiuto del poliziotto Nick DiMarco. Inizialmente lei crede sia stato un combattente clandestino asiatico che è solito combattere con un guanto artigliato, ma si rivelerà una pista sbagliata e successivamente lei e l'agente DiMarco sbaglieranno nuovamente pista. Stingray dopo aver ucciso altre donne, rapisce la psicologa con i capelli rossi Jennifer collaboratrice della polizia e amica di Kristi, Stingray la tortura, ma Jennifer capendo la psicosi di Stingray riesce a prendere tempo fingendo di stare al gioco, e convincendolo a uscire per comprarle da mangiare, e nel frattempo suona fortuitamente il cellulare rimasto nella borsa, e Jennifer, seppur incatenata, riesce con i piedi a prendere il telefono e premere un tasto, è Kristi che la sta chiamando dalla cabina, e può in tal modo sopraggiungere a salvare l'amica. Giunta sul posto pochi istanti prima di Stingray, Kristi ingaggia un combattimento corpo a corpo con lo psicopatico lottatore sia a mani nude che con armi bianche e anche con molta fatica Kristi riesce a resistergli. Arrivati anche il poliziotto Nick con il collega Mike, Stingray scappa prendendo una pistola in una cassa del suo rifugio con la quale spara e uccide Mike.
Jennifer e Kristi si ritrovano in ospedale, la psicologa ha riportato gravi ferite a causa della tortura, e Kristi si trova con un braccio rotto a seguito del suo precedente combattimento. Ma vestito da medico Stingray si intrufola in ospedale e rapisce nuovamente Jennifer dopo aver steso e accecato il poliziotto di guardia alla stanza. Kristi e Nick lo inseguono in un'area di stoccaggio in cui i tre iniziono a combattere corpo a corpo. Stingray che brandisce un particolare coltello molto affilato lotta alla pari con Nick che all'inizio sembra avere la meglio, ma il coltello gli dà un vantaggio, interviene Kristi(che nel frattempo ha allontanato Jennifer per metterla al sicuro) che disarma Stingray usando uno straccio umido come se fosse un sarong o un foulard da combattimento, nella colluttazione l'assassino perde un occhio e Nick viene duramente colpito con un calcio, Kristi con un braccio ingessato gli tiene testa, finché Stingray non cerca di strangolarla dopo averla inchiodata a una parete vicino a un gancio, e nel frattempo Nick a fatica si rialza andando a salvare Kristi, e i due abbattono Stringray che con un colpo finale sbatte la testa a un gancio perdendo anche l'altro occhio, e subito Nick abbassa la manopola per attivare il gancio che sale con Stingray morente e agonizzante ancora infilzato sull'occhio che viene trascinato dal gancio.
La scena finale mostra Kristi e i suoi tre amici cinesi al cimitero in ospedale dove Kristi dice che Stingray è stato finalmente sconfitto e che si iscriverà a un college per riposarsi dall'incubo che ha vissuto. Il film termina mostrandoci che in quel college si esercitano arti marziali.

## Curiosità
Una clip della lotta finale del film è stata postata su YouTube nel 2006 attirando milioni di visualizzazioni. Quella scena è stata poi descritta in un episodio di Dumbest Brawlers in truTV, ed è stata inclusa nelle liste di Cracked.com e UGO.com. Descritta ironicamente come la più bella scena, nel combattimento i due avversari dopo un accidentale e indirettamente demenziale strappo degli abiti, si strappano completamente i vestiti per combattere a torso nudo